# 상곡사
상곡사는 대한민국 전라남도 강진군 작천면 용상리에 있다. 2004년 11월 1일 강진군의 향토문화유산 제11호로 지정되었다.

## 개요
1858년(철종9) 사림들이 도암 문웅, 사제 문빈, 월파 문구연 등 세분 선생의 충효와 도학정신을 기리기 위하여 창건되었다. 
1868년(고종5) 훼철되었으나, 1909년 호남유림 중심으로 재 건립되었다. 1956년 강당을 중수하고 그후 수차 보수하였다.